# Кидд, Александр
Александр Кидд (англ. Alexander Kidd; ? — 24 октября 1921) — британский полицейский и перетягиватель каната, серебряный призёр летних Олимпийских игр 1908.
На Играх 1908 в Лондоне Кидд участвовал в турнире по перетягиванию каната, в котором его команда заняла второе место.